# 11277 Ballard
11277 Ballard è un asteroide della fascia principale. Scoperto nel 1988, presenta un'orbita caratterizzata da un semiasse maggiore pari a 2,4031350 UA e da un'eccentricità di 0,2385607, inclinata di 22,77146° rispetto all'eclittica.